# Sankt Georgen am Leithagebirge
St. Georgen am Leithagebirge (ungarisch Lajtaszentgyörgy, Szentgyörgy; kroatisch Svetojurje) ist ein Angerdorf und ein Ortsteil sowie Katastralgemeinde von Eisenstadt und hatte bei der Registerzählung 2024 genau 2740 Einwohner. Es ist auch bekannt als das „Grinzing von Eisenstadt“ und wird einheimisch als „Sank' Diring“ oder „San' Diring“ sowie „Schurldorf“ bezeichnet.

## Geographie
Der Stadtbezirk St. Georgen liegt auf einer Seehöhe von rund 160 m über der Adria. Die Bundeshauptstadt Wien liegt ca. 50 km nördlich, Ödenburg/Sopron ca. 20 km südlich und Preßburg/Bratislava ca. 60 km östlich. Die Entfernung zu Budapest beträgt rd. 350 km.
Die Katastralgrenze zu Eisenstadt verläuft südlich des Burgstallberges größtenteils auf dem markant gerade verlaufenden Verkehrsweg bis nach Trausdorf. Zu Trausdorf wird die Grenze durch den Eisbach gebildet. Die Grenze zu Stotzing liegt zur Gänze im Leithagebirgswald und die zu Oslip im Esterházy’schen Tiergarten, im Leithagebirgswald und in Weingartenrieden beim Flachgraben.

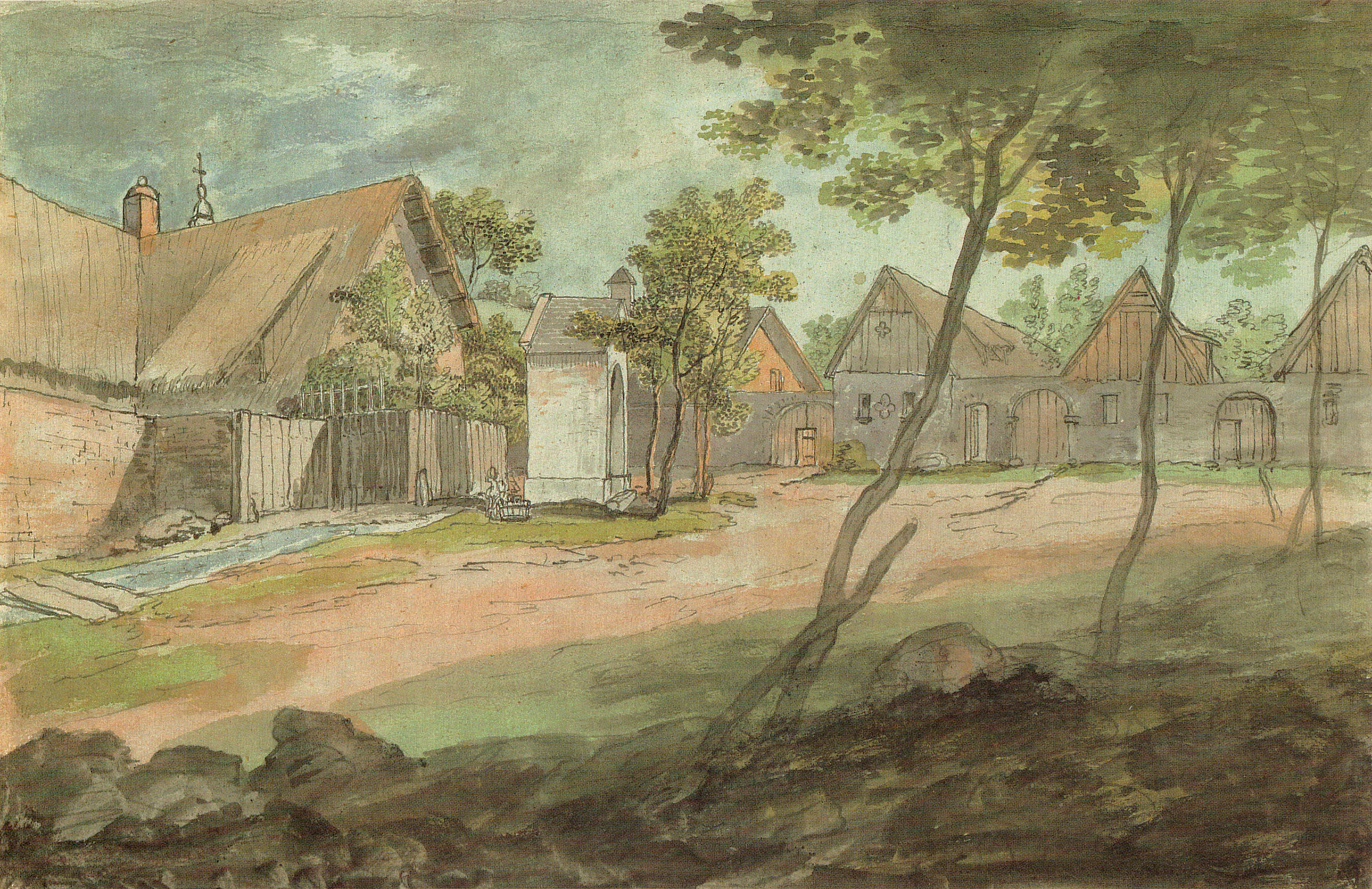
Michael Mayr: St. Georgen (1825)

## Geschichte
Aufgrund archäologischer Funde lässt sich sagen, dass seit der Jungsteinzeit eine Besiedlung des Gebietes festzustellen ist. Um Christi Geburt begannen die Römer das Gebiet zu besetzen, Überreste blieben wenige, wie zum Beispiel ein Gutshof aus dem 2. Jahrhundert und der Attilastein. Erstmalige Erwähnung des Ortes St. Georgen war um 1300. Bezeichnet wurde die Ortschaft als villa Sancti Georgii. Um  1392 erfolgte eine neue Herrschaftseinteilung; die südlichen und südöstlichen Siedlungen kamen zur Herrschaft Eisenstadts und die nördlichen und westlichen Siedlungen des Leithagebirges zu Hornstein (Roy, Leithaprodersdorf, Wimpassing;).
1491 im Pressburger Frieden fiel die Herrschaft Eisenstadt an Ungarn, 1622 übernahmen die Esterházys die Herrschaft Eisenstadts, die Wiedereingliederung erfolgte im Jahr 1647.
1551 trat der damalige Pfarrer Johannes von Schlesien dem Protestantismus bei und ihm folgten viele Gläubige. Doch im Jahr 1651 waren alle Dorfbewohner wieder katholisch.
Zwischen 1938 und 1950 sowie seit 1970 ist St. Georgen ein Stadtteil Eisenstadts.

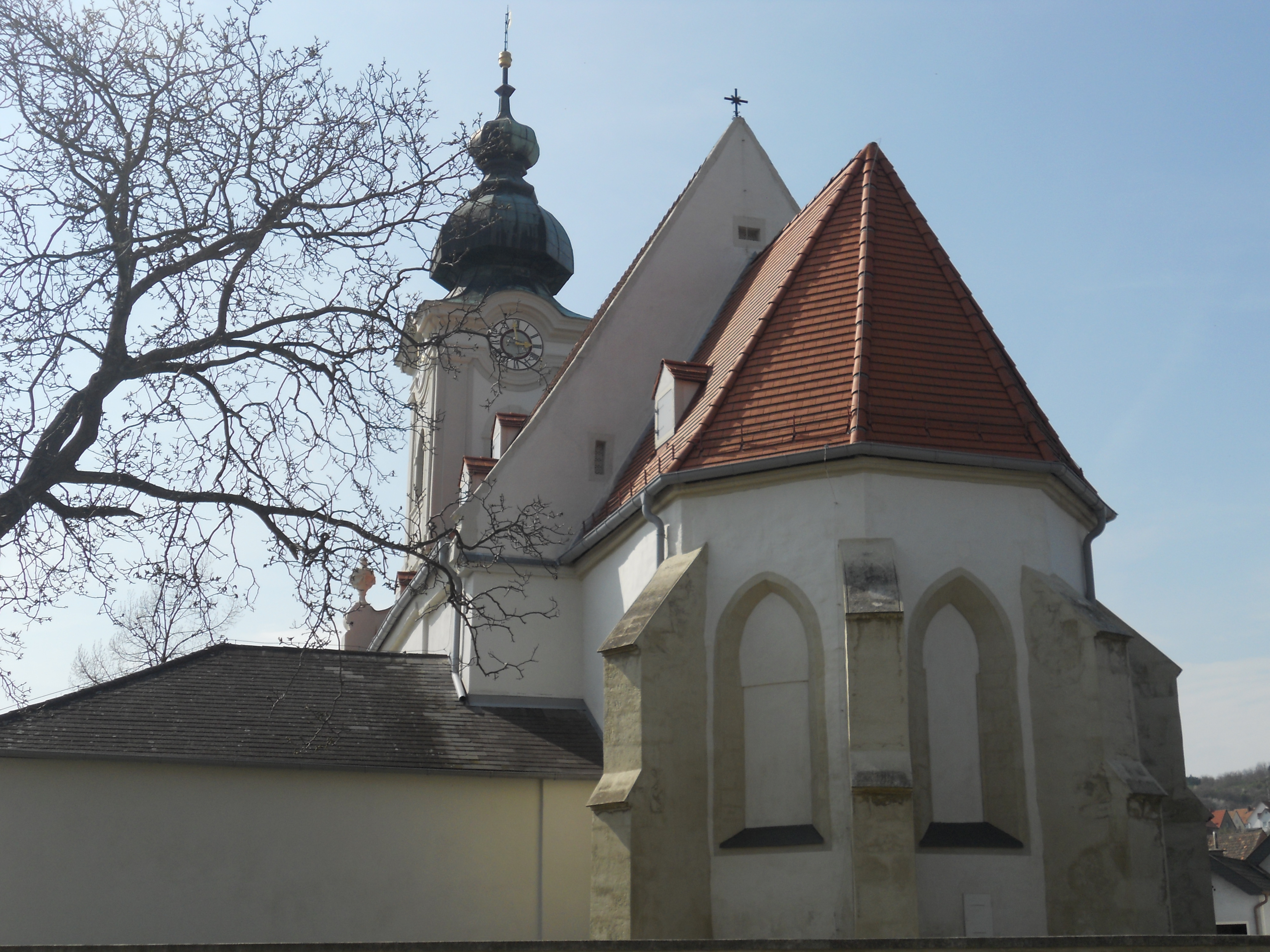
Die Pfarrkirche

## Kultur und Sehenswürdigkeiten
- Pfarrkirche Eisenstadt-St. Georgen
- Das interessanteste und über die Grenzen des Landes hinaus bekannte archäologische Denkmal von St. Georgen ist der sogenannte Attila-Stein,  eine sagenumrankte römische Grabstelle beim ehemaligen Dorfbrunnen vor dem Gasthaus Zum Attilabrunnen. Der Römerstein steht seit mindestens 250 Jahren an dieser Stelle. Da am Oberteil des Steines die Brustbilder eines Mannes und einer Frau eingemeißelt sind und in der Inschrift mehrfach die Namen „Atili.“ und „Atiliae“ zu lesen sind, erzählte man um 1800, dass der Gedenkstein anlässlich der Hochzeit des Hunnenkönigs Attila mit Ildiko im Jahre 453 n. Chr. aufgestellt worden sei. Einige Zeit später, um 1830–1840, hieß es, dort wo der Stein stehe, habe Attila, die Geißel Gottes, das Christentum angenommen, und seit etwa 1900 geht die Sage, bei dem Stein befinde sich das Grab Attilas.